# Berdjansk
Berdjansk eller Berdyansk (ukrainsk: Бердя́нськ, ukrainsk udtale: [berˈdʲɑnʲsʲk]; russisk: Бердя́нск) er en havneby i Zaporizjzja oblast (provins) i det sydøstlige Ukraine, der i øjeblikket er under russisk militær besættelse. Den ligger på den nordlige kyst af Azovhavet, som er den nordlige forlængelse af Sortehavet. Den fungerer som administrativt centrum for Berdjansk rajon (distrikt), selvom den ikke tilhører rajonen. Byen er opkaldt efter floden Berda, der danner Berdianska-spidsen, som den ligger ved. Berdjansk er hjemsted for en safari zoo, vandland, museer, helsecentre med mudderbade og klimatiske behandlinger samt talrige vandsportsaktiviteter.
Byen har en befolkning på omkring 106.311 (2022) indbyggere.

## Geografi
Berdjansk ligger i et steppeområde, som definerer dens flora og fauna. Klimaet på Azovkysten er unikt: somrene er varme og tørre, vintrene er milde og varme. Det vigtigste naturlige træk er enden af Berdjanska-spidsen en godt 6 km lang halvø der mod syd går ud i havet. Floraen på spidsen er meget forskelligartet. Her kan man finde mere end 300 forskellige slags planter. Nogle af dem er dokumenteret på rødlisten (f.eks. "Carex colchica", "Eryngium maritimum", "Glycyrrhiza glabra"). Vegetationen består hovedsagelig af planter med kraftige rodsystemer.
På trods af, at spidsen er et tætbefolket område, har den et meget varieret dyreliv. Her er det muligt at se harer, pindsvin, mårer, ræve, væsler og steppekatte. Der er også: gæs, sandløbere, svaner, hejrer, ænder, skader, måger, skarver, sangere og klyder. Deres antal stiger i løbet af træktiden. De fleste af fuglene findes på nogle små øer i Astapihs-øgruppen.